# Ingo Hoffmann
Ingo Hoffmann (São Paulo, Brasil, 28 de febrero de 1953) es un expiloto brasileño de automovilismo, con trayectoria nacional e internacional. Es reconocido en su país por ser el máximo campeón de la categoría Stock Car Brasil, de la que se coronó campeón en 12 oportunidades y de la cual se retiró a fines del año 2008. A nivel internacional, compitió en la Fórmula 1 acompañando el proyecto de los hermanos Wilson y Emerson Fittipaldi, quienes habían logrado poner en pista a su propia escudería, Fittipaldi Automotive, la primera escudería desarrollada en el continente sudamericano. En esta escudería, Hoffmann había incursionado en los años 1976 y 1977, siendo compañero de equipo de Emerson Fittipaldi y alcanzando a participar en apenas seis competencias.
Tras su retiro de las competencias internacionales, Hoffmann retornó a su país para participar de la novel categoría Stock Car Brasil, de la cual obtendría el título en 12 oportunidades, 6 de ellas de manera consecutiva y convirtiéndose ambas estadísticas en todo un récord dentro de la categoría.
Se retiró de las pistas en el año 2008, para dar paso a su carrera como director deportivo de su propia escudería de Stock Car, de la cual es director hasta el día de hoy.

## Carrera

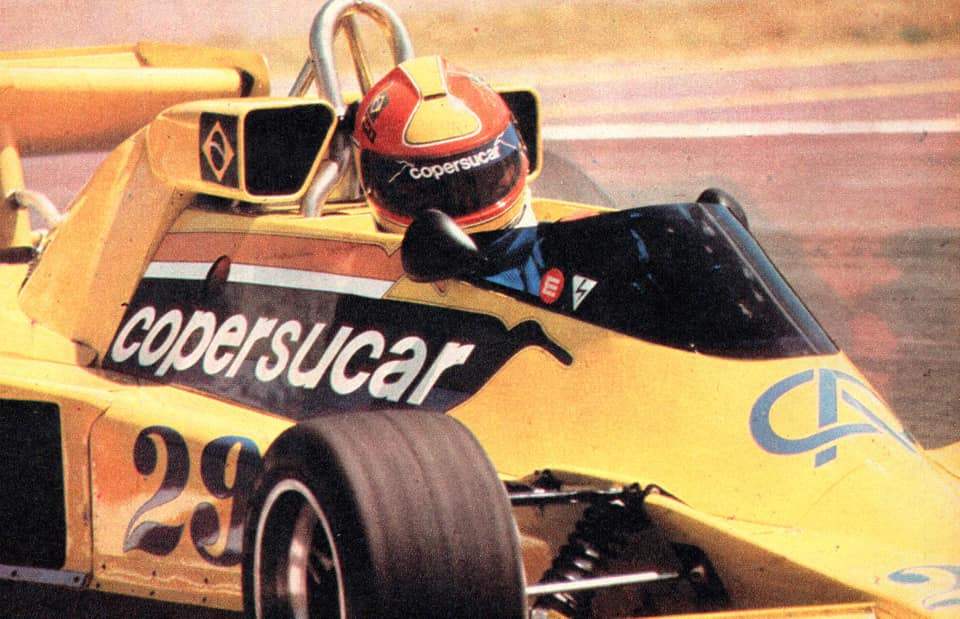
Hoffmann en el Gran Premio de Argentina de 1977.

Nacido en São Paulo, Hoffmann inició su carrera deportiva en el Campeonato Brasileiro de Turismos, corriendo en la Divisao 3, con la cual fue partícipe a bordo de una unidad Volkswagen Brasilia. Su actuación en dicho torneo tuvo lugar hasta el año 1976, cuando decidió abandonar el país para poder acompañar a los hermanos Fittipaldi en el desarrollo de su proyecto para la Fórmula 1, formando parte del plantel del equipo Fittipaldi F1 Racing y acompañando al bicampeón mundial Emerson Fittipaldi. Su paso por la máxima categoría internacional, no tuvo mucha fortuna ya que solamente alcanzó a participar en seis competencias sin resultados relevantes.
Tras su paso por la F1, Hoffmann decidió pegar la vuelta a su país, donde comenzó a participar de la novel categoría Stock Car Brasil, creada en el año 1979. En esta categoría, Hoffmann demostraría todo su potencial y sus conocimientos adquiridos en Europa para consagrarse campeón en 12 oportunidades. Estos torneos, fueron distribuidos en tres coronas en la década del '80 (1980, 1985 y 1989), ocho en la década del '90 (1990, 1991, 1992, 1993, 1994, 1996, 1997 y 1998) y uno en la década del 2000 (2002). De estas coronas, tres de ellas las consiguió corriendo en dupla con Ángelo Giombelli en 1991, 1992 y 1993. En total, sumó 30 años consecutivos compitiendo en esta categoría, desde 1979 hasta su retiro en 2008, siendo además el piloto que más tiempo participó en dicha competición. En el año 2005, Hoffmann se convirtió en uno de los primeros pilotos en cambiar de marca en el Stock Car V8, ya que en ese año y por primera vez desde su creación, esta categoría dejaba de lado su filosofía monomarca, permitiendo la incursión de los modelos Mitsubishi Lancer a la par de los Chevrolet Astra. Hoffmann competiría con esta marca en los últimos años de su carrera, retirándose al mismo tiempo que la marca japonesa en 2008.
Por otra parte, Hoffmann disputó las 24 Horas de Spa en la década de 1990 con un BMW Serie 3 oficial. En el Campeonato Sudamericano de Superturismos resultó tercero en 1998 y 1999, también con un BMW Serie 3. En 2003 ganó las 1000 Millas Brasileñas con un Porsche 911.
Al mismo tiempo, en 2008, Hoffmann incursionaría en el GT Brasil, compitiendo en dupla con el piloto Paulo Bonifacio al comando de un Lamborghini Gallardo. La dupla cerraría el año en la octava posición con 44 puntos cosechados y habiendo conseguido 1 victoria y 5 podios.
Tras su retiro de la actividad automovilística, Hoffmann decidió mantenerse ligado a la actividad como director deportivo, ya que en 2009 fundó su propia escudería de automovilismo, AMG Motorsport, para competir en el Stock Car V8. En 2015 regresó como piloto para disputar la carrera de invitados junto a Rubens Barrichello, donde finalizó noveno.Es el máximo campeón del Stock Car Brasil, con 12 títulos de los cuales seis de ellos los consiguió de manera consecutiva.

## Resultados

### Fórmula 1
(Clave) (negrita indica pole position) (cursiva indica vuelta rápida)

| Año     | Escudería             | 1       | 2     | 3       | 4       | 5   | 6   | 7   | 8       | 9   | 10  | 11  | 12  | 13  | 14  | 15  | 16  | 17  | Pos. | Puntos |
| ------- | --------------------- | ------- | ----- | ------- | ------- | --- | --- | --- | ------- | --- | --- | --- | --- | --- | --- | --- | --- | --- | ---- | ------ |
| 1976    | Copersucar-Fittipaldi | BRA 11  | RSA   | USW DNQ | ESP DNQ | BEL | MON | SWE | FRA DNQ | GBR | GER | AUT | NED | ITA | CAN | USA | JPN |     | NC   | 0      |
| 1977    | Copersucar-Fittipaldi | ARG Ret | BRA 7 | RSA     | USW     | ESP | MON | BEL | SWE     | FRA | GBR | GER | AUT | NED | ITA | USA | CAN | JPN | NC   | 0      |
| Fuente: |                       |         |       |         |         |     |     |     |         |     |     |     |     |     |     |     |     |     |      |        |

### Turismo Competición 2000
| Año  | Equipo       | Auto             | 1  | 2  | 3  | 4   | 5   | 6  | 7  | 8   | 9   | 10  | 11  | 12  | 13 | 14  | Res. | Puntos |
| ---- | ------------ | ---------------- | -- | -- | -- | --- | --- | -- | -- | --- | --- | --- | --- | --- | -- | --- | ---- | ------ |
| 2007 |              |                  | CR | GR | BB | SMM | SJU | SP | AG | SFE | SRA | VIE | BA  | OBE | SL | PDE | -    | -      |
| 2007 | Renault Team | Renault Mégane I |    |    |    |     |     |    |    |     |     |     | Ret |     |    |     | -    | -      |

## Palmarés
| Título  | Categoría        | Automóvil        | Año  |
| ------- | ---------------- | ---------------- | ---- |
| Campeón | Stock Car Brasil | Chevrolet Opala  | 1980 |
| Campeón | Stock Car Brasil | Chevrolet Opala  | 1985 |
| Campeón | Stock Car Brasil | Chevrolet Opala  | 1989 |
| Campeón | Stock Car Brasil | Chevrolet Opala  | 1990 |
| Campeón | Stock Car Brasil | Chevrolet Opala  | 1991 |
| Campeón | Stock Car Brasil | Chevrolet Opala  | 1992 |
| Campeón | Stock Car Brasil | Chevrolet Opala  | 1993 |
| Campeón | Stock Car Brasil | Chevrolet Omega  | 1994 |
| Campeón | Stock Car Brasil | Chevrolet Omega  | 1996 |
| Campeón | Stock Car Brasil | Chevrolet Omega  | 1997 |
| Campeón | Stock Car V8     | Chevrolet Vectra | 1998 |
| Campeón | Stock Car V8     | Chevrolet Vectra | 2002 |